# وزارة المرأة وحقوق الإنسان (الصومال)
وزارة المرأة وحقوق الإنسان هي الوزارة المسؤولة عن متابعة وتعزيز وحماية حقوق الإنسان لاسيما حقوق المرأة في الصومال. الوزير الحالي لحقوق الإنسان هو بشير محمد جامع. 

## قائمة الوزراء
- مريم قاسم أحمد 4 نوفمبر (2012 - 16 يناير 2014)[4]
- خديجة محمد ديري (16 يناير 2014 - 12 يناير 2015)[5]
- سهرة محمد علي سمتر (27 يناير 2015 - 20 مارس 2017)[6]
- ديقه ياسين (21 مارس 2017 - 19 أكتوبر 2020)[7]
- حنيفة محمد إبراهيم (19 أكتوبر 2020 - 2 أغسطس 2022)[8]
- خديجة محمد ديري (2 أغسطس 2022 - حتى الآن)[9]